# Liste der Geotope im Landkreis Bad Tölz-Wolfratshausen
Diese Liste enthält die Geotope des Oberbayerischen Landkreises Bad Tölz-Wolfratshausen in Bayern.
Die Liste enthält die amtlichen Bezeichnungen für Namen und Nummern des Bayerischen Landesamt für Umwelt (LfU) sowie deren geographische Lage. Diese Liste ist möglicherweise unvollständig. Im Geotopkataster Bayern sind etwa 3.400 Geotope (Stand März 2020) erfasst. Das LfU sieht einige Geotope nicht für die Veröffentlichung im Internet geeignet. Einige Objekte sind zum Beispiel nicht gefahrlos zugänglich oder dürfen aus anderen Gründen nur eingeschränkt betreten werden.
| Name                                                          | Bild           | Geotop ID | Gemeinde / Lage               | Geologische Raumeinheit        | Beschreibung | Fläche m² / Ausdehnung m | Geologie | Aufschlussart                  | Wert               | Schutzstatus                                           | Bemerkung                       |
| ------------------------------------------------------------- | -------------- | --------- | ----------------------------- | ------------------------------ | --- | ------------------------ | --- | ------------------------------ | ------------------ | ------------------------------------------------------ | ------------------------------- |
| Isarprallhang NE von Rimslrain                                |                | 173A001   | Dietramszell Position         | Isar-Loisach-Jungmoränenregion | Im Faltenmolasseaufschluss am Isarufer sind Fossilien in einem Schillhorizont zu finden. Der bedeutende Aufschluss wird der Oberen Meeresmolasse zugeordnet. | 60 20 × 3                | Typ: Standard-/Referenzprofil, Pflanzliche Fossilien, Tierische Fossilien Art: Sandstein                          | Prallhang/Flussbett/Bachprofil | wertvoll           | Naturschutzgebiet, Landschaftsschutzgebiet, FFH-Gebiet |                                 |
| Aufschluss am Geistbühl                                       |                | 173A002   | Bichl Position                | Isar-Loisach-Jungmoränenregion | Der Geistbühl bei Bichl ist ein auffälliger Rundhöcker. Er bildet zusammen mit dem niedrigeren, westlich gelegenen Fuchsbühl (auch Höhe Fuchsbichel) die einzigen Zeugen des Helvetikums in der Loisachebene. Am Geistbühl wurde Stallauer Grünsandstein abgebaut. | 80 10 × 8                | Typ: Gesteinsart, Tierische Fossilien Art: Sandstein                                                              | Steinbruch                     | wertvoll           | kein Schutzgebiet                                      |                                 |
| Steinbruch Enzenau                                            |                | 173A003   | Bad Heilbrunn Position        | Isar-Loisach-Jungmoränenregion | Hier wurde der nummulitenreiche Enzenauer Marmor abgebaut. Heute wird die Nordseite als Kletterwand genutzt. | 2500 250 × 10            | Typ: Tierische Fossilien, Schichtfolge, Gesteinsart Art: Sandstein                                                | Steinbruch                     | besonders wertvoll | kein Schutzgebiet                                      |                                 |
| Molassefelsen am Kalvarienberg                                | weitere Bilder | 173A004   | Bad Tölz Position             | Isar-Loisach-Jungmoränenregion | Der Molassefelsen am Kalvarienberg stellt einen klassischen Aufschluss in der Unteren Meeresmolasse in Oberbayern dar. | 1000 200 × 5             | Typ: Typlokalität, Schichtfolge Art: Sandstein, Mergel                                                            | Hanganriss/Felswand            | wertvoll           | Naturdenkmal, Landschaftsschutzgebiet                  |                                 |
| Ehemalige Kiesgrube Happerg                                   |                | 173A005   | Eurasburg Position            | Isar-Loisach-Jungmoränenregion | Über verfestigtem Deckenschotter liegen Reste von rißeiszeitlicher Moräne. | 90 15 × 6                | Typ: Schichtfolge Art: Moräne, Schotter                                                                           | Kiesgrube/Sandgrube            | wertvoll           | kein Schutzgebiet                                      |                                 |
| Isarprallhang am Staubachhof                                  |                | 173A006   | Dietramszell Position         | Isar-Loisach-Jungmoränenregion | Am Isarprallhang am Staubachhof liegt der wichtige Aufschluss der Oberen Meeresmolasse am aufgeschleppten Südrand der Vorlandmolasse. Am Flussufer liegt eine einzelne Sandsteinklippe mit sandig-tonigen Mergeln, die Fossilien enthalten. | 150 15 × 10              | Typ: Schichtfolge Art: Sandstein, Mergel, Konglomerat                                                             | Prallhang/Flussbett/Bachprofil | besonders wertvoll | Naturschutzgebiet, Landschaftsschutzgebiet             |                                 |
| Deckenkontakt-Aufschluss SE von Lenggries                     |                | 173A007   | Lenggries Position            | Mangfallgebirge                | Es handelt sich um einen kleinen Aufschluss der Überschiebung von Allgäu- und Lechtaldecke (Muschelkalk und Aptychenschichten) an einem Quellaustritt. | 15 5 × 3                 | Typ: Störung, Schichtfolge, Störungsquelle Art: Kalkstein                                                         | Hanganriss/Felswand            | wertvoll           | Landschaftsschutzgebiet                                |                                 |
| Nagelfluhfelsen am Kalvarienberg                              | weitere Bilder | 173A008   | Bad Tölz Position             | Isar-Loisach-Jungmoränenregion | Mehrere Nagelfluhfelsen liegen oberhalb des Wanderwegs entlang dem Kalvarienberg, teilweise besitzen sie Naturbrücken und kleine Auswitterungshöhlen. Die Nagelfluh überlagert Molasseschichten und lokal Ablagerungen des ältesten Tölzer Sees (Günz, Altpleistozän). | 20 4 × 5                 | Typ: Gesteinsart Art: Konglomerat                                                                                 | Hanganriss/Felswand            | bedeutend          | Naturdenkmal, Landschaftsschutzgebiet                  |                                 |
| Aufschluss E von Rimslrain                                    |                | 173A009   | Wackersberg Position          | Isar-Loisach-Jungmoränenregion | Fossilien führende Sande und sandige Mergel sind auf einem Privatgrundstück aufgeschlossen. Im Bereich eingestürzter Stollen (ehemaliger Kohlenbergbau auf dem Rimslrainer Flöz) kommt es zu Hangrutschungen. | 50 10 × 5                | Typ: Schichtfolge, Stollen Art: Sandstein, Mergel                                                                 | Tunnel/Stollen/Schacht         | wertvoll           | kein Schutzgebiet                                      |                                 |
| Schwarze Wand N von Eurasburg                                 |                | 173A010   | Münsing Position              | Isar-Loisach-Jungmoränenregion | Die Schwarze Wand ist ein bewaldeter Steilhang mit einzelnen Felspartien. Im unteren Teil der Wand stehen unter den jüngeren Deckenschottern Konglomerate des Oberen Miozän an. Unter der Wand kommt es an zahlreichen kleinen Quellen zur Ausscheidung von Kalktuff. Die Konglomerate der jüngeren Deckenschotter sind im Süden gröber als im Norden. | 5000 200 × 25            | Typ: Gesteinsart, Schichtquelle Art: Schotter                                                                     | Hanganriss/Felswand            | bedeutend          | FFH-Gebiet                                             |                                 |
| Weiße Wand S von Icking                                       | weitere Bilder | 173A011   | Icking Position               | Isar-Loisach-Jungmoränenregion | Die aufgeschlossene Würmmoräne am Isarprallhang ist unterhalb des Isar-Loisach-Zusammenflusses gelegen. | 2000 400 × 5             | Typ: Gesteinsart Art: Moräne                                                                                      | Hanganriss/Felswand            | bedeutend          | Landschaftsschutzgebiet, FFH-Gebiet                    |                                 |
| Isar-Prallhang bei Wolfratshausen                             |                | 173A014   | Pupplinger Au Position        | Isar-Loisach-Jungmoränenregion | Am Isar-Prallhang bei Wolfratshausen kann man die horizontale Lagerung von Kiesen und Sanden hervorragend beobachten. | 1200 60 × 20             | Typ: Gesteinsart Art: Kies                                                                                        | Prallhang/Flussbett/Bachprofil | bedeutend          | Naturschutzgebiet, FFH-Gebiet                          |                                 |
| Isar-Prallhang bei Geretsried/Gartenberg                      |                | 173A015   | Wolfratshauser Forst Position | Isar-Loisach-Jungmoränenregion | Der Isar-Prallhang bei Geretsried bietet einen schönen Aufschluss von nacheiszeitlichen Schottern über würmeiszeitlicher Grundmoräne. | 40 20 × 2                | Typ: Gesteinsart Art: Kies, Moräne                                                                                | Prallhang/Flussbett/Bachprofil | bedeutend          | Naturschutzgebiet, FFH-Gebiet                          |                                 |
| Steinbruch NW von Untermurbach                                |                | 173A016   | Lenggries Position            | Isar-Loisach-Gebirgsregion     | In dem Steinbruch wird seit 1704 alpiner Muschelkalk abgebaut (heute überwiegend für frostresistente Wasserbausteine). In einem nördlich gelegenen alten Bruch stehen Partnachschichten an. Intensive Faltungen und Bewegungsflächen sind aufgeschlossen. An der nördlichen Abbauwand im NW-Teil des Bruches stehen Partnachschichten an. Der Ostteil des Bruches sollte als Naturdenkmal gesichert werden. | 10000 200 × 50           | Typ: Gesteinsart Art: Kalkstein                                                                                   | Steinbruch                     | wertvoll           | kein Schutzgebiet                                      |                                 |
| Nagelfluh-Steinbruch N von Happberg                           |                | 173A018   | Eurasburg Position            | Isar-Loisach-Jungmoränenregion | Der Bruch wurde 1997 von Müllablagerungen gereinigt. Der an drei Seiten senkrechte Wände aufweisende Bruch bietet heute sehr gute Aufschlüsse von älteren Deckenschottern. Er liegt am Nordrand eines von Gletschern abgerundeten Härtlings. | 300 30 × 10              | Typ: Gesteinsart Art: Konglomerat                                                                                 | Steinbruch                     | wertvoll           | kein Schutzgebiet                                      |                                 |
| Aufschluss am Tischberg SW von Eurasburg                      |                | 173A019   | Münsing Position              | Isar-Loisach-Jungmoränenregion | Im Tischberggebiet ist das grobe Konglomerat der Oberen Süßwassermolasse sehr gut aufgeschlossen. Im Winter ist der Aufschluss von der Autobahn aus sichtbar, der Zugang erfolgt über Forststraßen und Waldwege. | 150 30 × 5               | Typ: Typlokalität, Gesteinsart Art: Konglomerat, Sandstein                                                        | Böschung                       | wertvoll           | kein Schutzgebiet                                      |                                 |
| Buchberg-Graben N des Stallauer Weihers                       |                | 173A021   | Wackersberg Position          | Isar-Loisach-Jungmoränenregion | Das wichtige, mehrfach beschriebene Referenzprofil schließt den Übergang zwischen unterer Meeresmolasse und unterer Brackwassermolasse auf. | 1500 150 × 10            | Typ: Standard-/Referenzprofil, Tierische Fossilien, Pflanzliche Fossilien Art: Mergelstein, Sandstein, Braunkohle | Hanganriss/Felswand            | besonders wertvoll | kein Schutzgebiet                                      |                                 |
| Nagelfluh-Steinbruch SW von Peretshofen                       |                | 173A022   | Dietramszell Position         | Isar-Loisach-Jungmoränenregion | Schöner und gut zugänglicher Aufschluss von eiszeitlicher Schotternagelfluh. | 100 20 × 5               | Typ: Gesteinsart Art: Konglomerat                                                                                 | Steinbruch                     | bedeutend          | kein Schutzgebiet                                      |                                 |
| Plattenkalk-Aufschluss am Walchensee                          |                | 173A023   | Jachenau Position             | Isar-Loisach-Gebirgsregion     | Auf der Rückseite des Parkplatzes ist steilstehender Plattenkalk aufgeschlossen. Die dünne Bankung und der Wechsel mit Mergellagen deuten auf die Nähe des Übergangs zu den Kössener Schichten an. Am Seeufer stehen kompaktere Kalksteinpartien an. | 2400 120 × 20            | Typ: Gesteinsart Art: Kalkstein                                                                                   | Böschung                       | wertvoll           | Landschaftsschutzgebiet                                |                                 |
| Flysch-Aufschlüsse im Lainbachtal                             | weitere Bilder | 173A024   | Benediktbeuern Position       | Isar-Loisach-Gebirgsregion     | Das Lainbachtal ist ein beliebtes Exkursionsziel, das vor allem Einblicke in die Tristelschichten und die Quarzitserie das Flyschs ermöglicht. Die Aufschlüsse liegen auf weite Strecke verteilt im Bachbett oder in der Böschung oberhalb des Weges. Der Schichtaufbau mit typischen Turbiditabfolgen sowie Faltenstrukturen sind gut zu erkennen. Eiszeitliche Staubeckensedimente führen in dem Bereich immer wieder zu Rutschungen, die umfangreiche Wildbachverbauungen nötig machten. | 600000 3000 × 200        | Typ: Schichtfolge, Rutschung Art: Mergelstein, Sandstein, Schotter                                                | Prallhang/Flussbett/Bachprofil | besonders wertvoll | kein Schutzgebiet                                      |                                 |
| Aufschluss an der Gaißachleiten                               |                | 173A025   | Reichersbeuern Position       | Isar-Loisach-Jungmoränenregion | Durch eine Rutschung wurden sehr fossilreiche Bereiche (Lamellibranchiaten und Gastropoden) der Oberen Tonmergelschichten freigelegt. Die Schichten fallen mit 65 Grad nach N ein und gehören zum Südflügel der Mariensteiner Mulde. | 450 30 × 15              | Typ: Gesteinsart, Schichtfolge, Tierische Fossilien, Lagerungsverhältnisse Art: Mergelstein                       | Hanganriss/Felswand            | wertvoll           | kein Schutzgebiet                                      |                                 |
| Einbach in Bad Tölz                                           |                | 173A026   | Bad Tölz Position             | Isar-Loisach-Jungmoränenregion | Im Bachbett ist ein Profil mit Übergang aus den Bausteinschichten mit marinen Fossilien in die Unteren Cyrenenschichten mit Pechkohleflözen und brackischen Fossilien aufgeschlossen. Die Schichten in stark überkippter Lagerung gehören zum Südflügel der Penzberger Mulde. Durch die Nähe einer bedeutenden SE-NW-streichenden Störung kommt es zu einer Verdrehung des Schichtstreichens um 90 Grad von SE nach NE. | 2600 260 × 10            | Typ: Schichtfolge, Gesteinsart, Störung, Lagerungsverhältnisse Art: Sandstein, Mergelstein, Braunkohle            | Prallhang/Flussbett/Bachprofil | wertvoll           | kein Schutzgebiet                                      |                                 |
| Gips der Raibl-Formation im Schwarzenbachtal SW von Lenggries |                | 173A027   | Lenggries Position            | Isar-Loisach-Gebirgsregion     | Der beste Aufschluss im Gips der Raibl-Formation in den bayerischen Alpen liegt im Schwarzenbachtal bei Lenggries. Am Objektpunkt jenseits des Bachlaufs finden sich große Blöcke von gefälteltem Gipsgestein (Gips-Mergelstein-Wechsellagerung), die vermutlich aus einer früheren Abbauwand herabgestürzt sind. 100 m weiter bachauf haben unterhalb der Forststraße der Schwarzenbach und umgestürzte Bäume Klippen von Gipsgestein freigelegt. Hier Vorsicht: Gefahr von Steinschlag und von umstürzenden Bäumen auf instabilem Untergrund! Gümbel beschreibt die Gypsbrüche im Schwarzenbache als sehr ausgedehnt und ergiebig, geben jedoch nur Dunggyps. ... Die Verfrachtung geschieht auf der Isar. Gips wurde hier schon Anfang des 18. Jahrhunderts abgebaut. Die Uraufnahme aus dem 19. Jahrhundert zeigt zahlreiche Abbauparzellen. Von Langeneck südlich Lenggries am Talausgang des Schwarzenbachs bis zum Geotop sind es 4,6 km. | 2400 120 × 20            | Typ: Gesteinsart, Steinbruch/Grube Art: Gips, Mergelstein                                                         | Hanganriss/Felswand            | wertvoll           | kein Schutzgebiet                                      |                                 |
| Ölschieferwerk Grube Kurt NE von Wallgau                      |                | 173G001   | Lenggries Position            | Isar-Loisach-Gebirgsregion     | Einige kleinere Aufschlüsse der Ölschiefer in den Werfener Schichten sind am Hang zu erkennen. Daneben befinden sich verfallene Tagebauflächen und ein verschlossener Stollen. Hier wurde bis in die 1960er Jahre Ölschiefer Ichthiol gewonnen. | 10000 200 × 50           | Typ: Stollen, Gesteinsart Art: Dolomitstein, Ölschiefer                                                           | Tunnel/Stollen/Schacht         | wertvoll           | Naturschutzgebiet, FFH-Gebiet, Vogelschutzgebiet       |                                 |
| Kalkofen Ried                                                 |                | 173G003   | Kochel am See Position        | Isar-Loisach-Jungmoränenregion | Der Kalkofen ist seit der Säkularisation in Besitz der Familie Streidl, Ried. Der für das Brennen benötigte Kalkstein wird als Kalkschotter im Loisachtal von Hand gesammelt. Zum Kalkbrennen werden die Steine im Ofen aufgeschichtet und mit Holzbefeuerung bei über 1000 Grad gebrannt. Nach dem Ablöschen mit Wasser und Lagerung entsteht Sumpfkalk. Zuletzt wurde im Kalkofen 2010 gebrannt. Der Kalk fand Absatz zum traditionellen Weißen von Kirchen, Klöstern und Schlössern. Da hier aber zunehmend auch andere Farben Verwendung finden, ist es fraglich, ob der Ofen noch einmal angeschürt werden kann. Privatgelände! Nicht ohne Zustimmung des Eigentümers betreten! | 600 30 × 20              | Typ: Kalkofen Art: Kalkstein, Kies                                                                                | kein Aufschluss                | bedeutend          | kein Schutzgebiet                                      |                                 |
| Kalkofen bei Tattenkofen                                      |                | 173G004   | Dietramszell Position         | Isar-Loisach-Jungmoränenregion | Auf einer Postglazial-Terrasse über der Isar befindet sich der 1980 sanierte Kalkofen, der heute jedoch nicht mehr genutzt wird. Der Standort des Ofens erklärt sich durch die benachbarte Rohstoffquelle: Der Kalkstein zum Brennen wurde aus den Isargeröllen geklaubt. Das Objekt steht als Baudenkmal unter besonderem Schutz (Denkmal-Nr. 1-73-118-160). | 100 10 × 10              | Typ: Kalkofen Art: Kalkstein, Kies                                                                                | kein Aufschluss                | bedeutend          | Naturschutzgebiet, Denkmalschutz, FFH-Gebiet           |                                 |
| Kalkofen Lenggries                                            | weitere Bilder | 173G005   | Lenggries Position            | Isar-Loisach-Gebirgsregion     | Der restaurierte Kalkofen wird nicht mehr betrieben. Tafeln erläutern den Ablauf des Kalkbrennens. Der Kalkstein für den Betrieb des Ofens wurde aus den Geröllen der Isar geklaubt. Eine Kopie des Ofens steht im Museum Glentleiten. Das Objekt steht als Baudenkmal unter besonderem Schutz (Denkmal-Nr. 1-73-135-20). | 100 10 × 10              | Typ: Kalkofen Art: Kalkstein, Kies                                                                                | kein Aufschluss                | bedeutend          | Denkmalschutz                                          |                                 |
| Dachshöhle                                                    | weitere Bilder | 173H001   | Wackersberg Position          | Isar-Loisach-Jungmoränenregion | Die Halbhöhle in Nagelfluh entstand durch rückschreitende Erosion einer kleinen Quelle. Unter einer kleinen Wasserfallstufe gelegen ist sie durch einen Wanderweg erschlossen. Oberhalb der Höhle liegt das Bachbett meist trocken, 30 m unterhalb ist ein kleiner Quellaustritt mit Kalktuff-Fällung zu finden. | 100 10 × 10              | Typ: Ausbruchs/Auswitterungshöhle Art: Konglomerat                                                                | Hanganriss/Felswand            | wertvoll           | Naturdenkmal                                           |                                 |
| Kaltenbachquelle im Kirchsee-Filz NW von Sachsenkam           | weitere Bilder | 173Q001   | Sachsenkam Position           | Isar-Loisach-Jungmoränenregion | Der Quellweiher liegt am Kirchsee-Filz. | 5000 100 × 50            | Typ: Verengungsquelle Art: Torf                                                                                   | kein Aufschluss                | wertvoll           | Naturschutzgebiet, Naturdenkmal, FFH-Gebiet            |                                 |
| Dürrachklamm S des Sylvensteinsees                            | weitere Bilder | 173R001   | Lenggries Position            | Isar-Loisach-Gebirgsregion     | Auf einer Länge von ca. 700 Metern ist die Klamm bis zu 100 Meter tief in den Hauptdolomit eingeschnitten. | 35000 700 × 50           | Typ: Klamm Art: Dolomitstein                                                                                      | Prallhang/Flussbett/Bachprofil | wertvoll           | Naturdenkmal, Naturschutzgebiet, FFH-Gebiet            |                                 |
| Rißklamm S von Vorderriß                                      |                | 173R003   | Lenggries Position            | Isar-Loisach-Gebirgsregion     | Die ca. 500 Meter lange Klamm liegt im Hauptdolomit. | 10000 500 × 20           | Typ: Klamm Art: Dolomitstein                                                                                      | Prallhang/Flussbett/Bachprofil | wertvoll           | Naturdenkmal, Naturschutzgebiet, FFH-Gebiet            |                                 |
| Wildflusslandschaft der Isar bei Wolfratshausen               | weitere Bilder | 173R004   | Pupplinger Au Position        | Isar-Loisach-Jungmoränenregion | Das gesamte Gebiet der Wildflusslandschaft bei Wolfratshausen wird weitgehend der natürlichen Entwicklung überlassen. Allerdings bewirkt die Wasserentnahme für das Walchenseekraftwerk und die Hochwasserregulierung durch den Sylvenstein-Stausee, dass seitliche Flussverlagerungen seltener werden und das ehemalige Kiesbett zunehmend bewaldet. | 300000 1200 × 250        | Typ: Bach-/Flusslauf Art: Schotter, Schluff                                                                       | Prallhang/Flussbett/Bachprofil | wertvoll           | Naturschutzgebiet, FFH-Gebiet                          |                                 |
| Isarbett zwischen Wallgau und Sylvensteinsee                  | weitere Bilder | 173R005   | Lenggries Position            | Isar-Loisach-Gebirgsregion     | Das Gebiet ist durch den Wasserentzug für das Walchenseekraftwerk beeinträchtigt, es droht zunehmende Verbuschung. | 2400000 6000 × 400       | Typ: Schwemmfächer Art: Schotter                                                                                  | Prallhang/Flussbett/Bachprofil | wertvoll           | Naturschutzgebiet, FFH-Gebiet, Vogelschutzgebiet       | Bayerns schönste Geotope Nr. 93 |
| Walchenklamm E des Sylvensteinsees                            | weitere Bilder | 173R006   | Lenggries Position            | Isar-Loisach-Gebirgsregion     | Die ca. 1000 Meter lange Klamm ist maximal 20 Meter tief. Das Gewässer ist stark mäandrierend und weist einige Wasserfälle auf. | 10000 1000 × 10          | Typ: Klamm Art: Dolomitstein                                                                                      | Prallhang/Flussbett/Bachprofil | wertvoll           | Naturdenkmal, Naturschutzgebiet, FFH-Gebiet            |                                 |
| Tumulus-Landschaft NW von Untermurbach                        |                | 173R007   | Lenggries Position            | Isar-Loisach-Gebirgsregion     | Bei der sogenannten Tumuluslandschaft handelt es sich in Wirklichkeit um eine Bergsturzablagerung. Die Gruppe von markanten, kleinen Kuppen besteht aus Blöcken und Gesteinsbruchstücken. Altersbestimmungen an einem Übergangsmoor, das hier entstanden ist, haben ein Mindestalter von 4700 Jahren ergeben. | 200000 500 × 400         | Typ: Bergsturz Art: Blöcke, Kies                                                                                  | kein Aufschluss                | wertvoll           | Naturdenkmal                                           |                                 |
| Unterlauf des Schronbachs N des Sylvensteinsees               |                | 173R010   | Jachenau Position             | Isar-Loisach-Gebirgsregion     | Im Hauptdolomit sind Wasserfälle und Gumpen ausgebildet. | 6000 600 × 10            | Typ: Kolk, Wasserfall Art: Dolomitstein                                                                           | Prallhang/Flussbett/Bachprofil | bedeutend          | Naturdenkmal, Landschaftsschutzgebiet                  |                                 |
| Zwei Findlinge an der Wurz SE von Benediktbeuern              |                | 173R012   | Benediktbeuern Position       | Isar-Loisach-Gebirgsregion     | Die zwei Granit-Findlinge liegen in Würm-Moräne. | 4 2 × 2                  | Typ: Findling Art: Gneis                                                                                          | Block                          | bedeutend          | Naturdenkmal                                           |                                 |
| Umlaufberg Katzenbuckel                                       | weitere Bilder | 173R016   | Bad Tölz Position             | Isar-Loisach-Jungmoränenregion | Der sehr schöne kleine Umlaufberg einer ehemaligen Gaißachschlinge im Mündungsbereich ins Isartal liegt benachbart zu einem Prallhang (Flussterrasse). | 15600 130 × 120          | Typ: Umlauf-/Durchbruchsberg, Terrasse Art: Kies                                                                  | kein Aufschluss                | wertvoll           | Naturdenkmal                                           |                                 |
| Erratische Blöcke am Schindelberg von Dietramszell            | weitere Bilder | 173R017   | Sachsenkam Position           | Isar-Loisach-Jungmoränenregion | Auf der würmglazialen Wallmoräne sind mehrere im Wald verstreute kantige Granitblöcke zu finden. | 2 2 × 1                  | Typ: Findling, End-(Wall-) Moräne Art: Granit, Moräne                                                             | Block                          | bedeutend          | Naturdenkmal                                           |                                 |
| Buckelwiesen W von Wiesen                                     |                | 173R018   | Königsdorf Position           | Isar-Loisach-Jungmoränenregion | Buckelwiesen sind eine geomorphologische Besonderheit des Alpenraums. Sie entstanden während der letzten Eisrückzugsstadien in periglazialem Klimabereich. Die Buckelwiesen bei Wiesen stellen die nördlichsten Buckelfluren im oberbayerischen Voralpenraum dar. | 20000 200 × 100          | Typ: Buckelwiese Art: Schotter                                                                                    | kein Aufschluss                | wertvoll           | kein Schutzgebiet                                      |                                 |
| Eiszerfallslandschaft Buchsee                                 | weitere Bilder | 173R019   | Münsing Position              | Isar-Loisach-Jungmoränenregion | Im Bereich der Seitenmoränen des Tölzer und Starnberger Gletscherlobus sind einige größere Toteislöcher (z. B. Buch- und Bibersee) und Schmelzwasserrinnen mit Toteislöchern ausgebildet. | 840000 1200 × 700        | Typ: Eiszerfallslandschaft, Toteisloch, Schmelzwassertal Art: Moräne, Kies                                        | kein Aufschluss                | wertvoll           | kein Schutzgebiet                                      |                                 |
| Steinerne Rinne Baun-Alm                                      | weitere Bilder | 173R021   | Wackersberg Position          | Isar-Loisach-Gebirgsregion     | Die Steinerne Rinne auf der Baun-Alm wird seit ca. 80 Jahren als Viehtränke genutzt. | 15 15 × 1                | Typ: Steinerne Rinne, Sinterbildung Art: Kalktuff                                                                 | kein Aufschluss                | bedeutend          | kein Schutzgebiet                                      |                                 |
| Steinerne Rinne Knapp                                         | weitere Bilder | 173R022   | Wackersberg Position          | Isar-Loisach-Jungmoränenregion | Der Quellhorizont liegt an der Schichtgrenze zwischen Nagelfluh und Seetonen. Die sehr schöne, große Rinne wird z. T. als Viehtränke genutzt (Beschädigung durch Viehtritt!). | 30 30 × 1                | Typ: Steinerne Rinne, Sinterbildung Art: Kalktuff                                                                 | kein Aufschluss                | bedeutend          | kein Schutzgebiet                                      |                                 |
| Gletscherschliff S von Wegscheid                              |                | 173R023   | Lenggries Position            | Isar-Loisach-Gebirgsregion     | In dem von Moosen und Gräsern überwachsenen Gebiet sind nur noch wenige Quadratmeter des Gletscherschliffs aufgeschlossen. | 300 20 × 15              | Typ: Gletscherschliff Art: Dolomitstein                                                                           | Felshang/Felskuppe             | bedeutend          | Naturdenkmal                                           |                                 |
| Sylvenstein bei Fall                                          |                | 173R024   | Lenggries Position            | Isar-Loisach-Gebirgsregion     | Der Sylvenstein ist die Felswand auf der Ostseite der Talenge der Isar nordöstlich von Fall. Die Uraufnahme (Abb. 4) zeigt die Landschaft im 19. Jahrhundert. In den 1950er Jahren wurde hier durch einen Damm der Sylvensteinspeicher aufgestaut. Dem Dammbau gingen umfangreiche geologische Untersuchungen voraus. Bohrungen an der Engstelle ergaben eine Talfüllung von bis zu 93 m Mächtigkeit unter dem Isarbett. Bemerkenswert war die nahezu senkrechte Ostwand mit Auskolkungen und überhängenden Partien und eine eng eingeschnittene Klamm im Tiefsten (Abb. 3). Pleistozäne Seekreiden ziehen in den Talsedimenten über die Klamm hinweg. Die Klamm selber kann aber nicht durch Eis oder durch Schmelzwässer an der Gletschersohle entstanden sein, sondern muss durch fließendes Wasser in einem früheren Interglazial entstanden sein. Durch den Felsen aus Hauptdolomit führt ein unverkleideter Tunnel für Radfahrer und Fußgänger. | 100000 500× 200          | Typ: Felswand/-hang, Klamm Art: Dolomitstein                                                                      | Hanganriss/Felswand            | bedeutend          | Naturdenkmal                                           |                                 |
| Findling nahe den Lainbachfällen SSE von Benediktbeuern       |                | 173R026   | Benediktbeuern Position       | Isar-Loisach-Gebirgsregion     | Der granatführende Amphibolit stammt aus dem Zentralalpin. | 30 6 × 5                 | Typ: Findling Art: Granat-Amphibolit                                                                              | Block                          | bedeutend          | Naturdenkmal                                           |                                 |
| Lainbachwasserfälle der Schmiedlaine                          | weitere Bilder | 173R027   | Benediktbeuern Position       | Isar-Loisach-Gebirgsregion     | Der schlecht zugängliche Wasserfall schließt die Typlokalität der Kohlstätter Fazies (Sonderfazies der Allgäuschichten) auf. Auch Raibler Schichten, Kössener Schichten und Cenoman-Konglomerate sind hier aufgeschlossen. Die Steilstufe markiert den Nordrand der kalkalpinen Decken. | 1000 100 × 10            | Typ: Wasserfall, Typlokalität, Schichtfolge Art: Dolomitstein, Kalkstein, Sandstein                               | Prallhang/Flussbett/Bachprofil | besonders wertvoll | Naturdenkmal                                           |                                 |
| Findlinge E von Obersteinbach                                 |                | 173R028   | Bad Heilbrunn Position        | Isar-Loisach-Gebirgsregion     | Die Findlinge liegen bis zu 500 Meter östlich und 300 Meter nördlich des angegebenen Rechts- und Hochwertes im Wald verstreut. | 1 1 × 1                  | Typ: Findling Art: Blöcke                                                                                         | Block                          | bedeutend          | Naturdenkmal                                           |                                 |
| Guflmühlfelsen bei Mühlbach                                   |                | 173R032   | Lenggries Position            | Mangfallgebirge                | An einer vermutlich rißeiszeitlichen Nagelfluh weist der Mühlbach eine Steilstufe mit einem kleinen Wasserfall auf. Unterhalb haben sich weit überhängende Felspartien gebildet. Deren Dach besteht aus normaler Schutternagelfluh. Darunter lagert ein sehr grobes Konglomerat mit großen, kantengrundeten Blöcken, das auf gletschernahe Bildung schließen lässt. Das Kleinod ist schwer zu finden und kaum zugänglich. Auch Schutt- und Mülleinlagerungen stören. | 600 30 × 20              | Typ: Wasserfall, Karst-Halbh./Naturbrücke Art: Konglomerat                                                        | Hanganriss/Felswand            | wertvoll           | Naturdenkmal                                           |                                 |
| Buckelwiesen N von Huppenberg                                 |                | 173R033   | Wackersberg Position          | Isar-Loisach-Jungmoränenregion | Die Buckelwiesen sind eine geomorphologische Besonderheit des Alpenraums. Sie entstanden während der letzten Eisrückzugsstadien in periglazialem Klimabereich. Die typisch ausgebildeten Buckelwiesen liegen in einer teilweise parkartig ausgebildeten Landschaft. | 40000 500 × 80           | Typ: Buckelwiese, Terrasse Art: Schotter                                                                          | kein Aufschluss                | bedeutend          | kein Schutzgebiet                                      |                                 |
| Findling SW von Steinsberg                                    |                | 173R034   | Dietramszell Position         | Isar-Loisach-Jungmoränenregion | Der kantige, gespaltene Block aus hellem Kalk liegt in einer Wiese. | 16 4 × 4                 | Typ: Findling Art: Kalkstein                                                                                      | Block                          | bedeutend          | kein Schutzgebiet                                      |                                 |
| Drumlin SE von Königsdorf                                     |                | 173R035   | Königsdorf Position           | Isar-Loisach-Jungmoränenregion | Der sehr schön ausgebildete Drumlin innerhalb des Königsdorfer Drumlinfeldes ist sehr anschaulich und nicht verbaut oder sonst beeinträchtigt. | 100000 500 × 200         | Typ: Drumlin Art: Moräne                                                                                          | kein Aufschluss                | wertvoll           | kein Schutzgebiet                                      |                                 |
| Drumlin P616 SW von Schwaigwall                               |                | 173R036   | Geretsried Position           | Isar-Loisach-Jungmoränenregion | Der sehr schön ausgeprägte Drumlin im Herrnhausener Drumlinfeld ist bewaldet und nicht verbaut. | 125000 500 × 250         | Typ: Drumlin Art: Moräne                                                                                          | kein Aufschluss                | wertvoll           | kein Schutzgebiet                                      |                                 |
| Flussterrassen Das warme Tal S von Ascholding                 |                | 173R037   | Dietramszell Position         | Isar-Loisach-Jungmoränenregion | Das Tal umfasst gestaffelte Flussterrassen der Isar aus der späteren Würmeiszeit und des Holozän. | 200000 1000 × 200        | Typ: Terrasse Art: Schotter                                                                                       | kein Aufschluss                | bedeutend          | kein Schutzgebiet                                      |                                 |
| Kamesartige Aufschüttungen N von Degerndorf                   |                | 173R038   | Münsing Position              | Isar-Loisach-Jungmoränenregion | Der innere Aufbau der schmalen, bewaldeten Höhenzüge ist nicht bekannt, ihre äußere Form ist jedoch Kames ähnlich. Typisch ist auch die Vergesellschaftung mit einem Toteisloch. | 40000 400 × 100          | Typ: Kames, Toteisloch Art: Schotter, Moräne                                                                      | kein Aufschluss                | bedeutend          | kein Schutzgebiet                                      |                                 |
| Kalktuffablagerung SW von Königsdorf                          |                | 173R040   | Königsdorf Position           | Isar-Loisach-Jungmoränenregion | Die große Kalktuffausscheidung an zahlreichen kleinen Quellaustritten bildet einen Kegel vor dem Moränenzug mit spezieller Quellmoorvegetation. Der Wasseraustritt erfolgt aus frühwürmglazialen Schottern, die außerhalb der Kiesgrube aufgeschlossen sind. | 30000 300 × 100          | Typ: Sinterbildung Art: Kalkstein, Schotter                                                                       | kein Aufschluss                | bedeutend          | kein Schutzgebiet                                      |                                 |
| Os Unterenzenau                                               |                | 173R041   | Bad Heilbrunn Position        | Isar-Loisach-Jungmoränenregion | Südwestlich von Enzenau liegt einer der markantesten Oser im bayerischen Alpenvorland. Der bis 8 m hohe, langgestreckte Wall weist mehrere kleine Nebenrücken auf. Die gute Sortierung des Schottermaterials führt zu einer deutlich kargeren Vegetation, als sie sich auf den umgebenden Moränenhügeln findet. Am Nordostrand des Hauptrückens liegt ein kleiner Aufschluss. | 7500 150 × 50            | Typ: Os Art: Schotter                                                                                             | Kiesgrube/Sandgrube            | wertvoll           | kein Schutzgebiet                                      |                                 |
| Rehgraben in Bad Tölz                                         | weitere Bilder | 173R042   | Bad Tölz Position             | Isar-Loisach-Jungmoränenregion | Die bis 18 m tiefe Rehgraben-Klamm ist in holozäne Seekreide und Sinterkalksteine und teilweise noch in die unterlagernden steil stehenden Unteren Cyrenenschichten eingeschnitten. Vor ca. 11.000 bis 2.500 Jahren bildete ein aufwachsender Sinterkalkstein einen Damm, der zur Entstehung eines Sees (jüngster Tölzer See) führte. Dammbrüche zerstörten diese Barriere und führten zur Entstehung der Rehbach-Klamm. | 3500 100 × 35            | Typ: Klamm, Schichtfolge, Gesteinsart Art: Seekreide, Sandstein, Mergelstein                                      | Prallhang/Flussbett/Bachprofil | besonders wertvoll | kein Schutzgebiet                                      |                                 |
| Kalksinterbildungen W Bad Tölz                                |                | 173R043   | Wackersberg Position          | Isar-Loisach-Jungmoränenregion | Unterhalb von Quellaustritten an der Basis spätwürmzeitlicher Schotter kommt es rezent am Talboden zur Bildung von Kalktuff und Sinterkalkstein. Weitere Kalksinterbildungen befinden sich weiter südlich im Naturdenkmal Quellmoor bei der Steinsäge. | 3500 100 × 35            | Typ: Sinterbildung, Schichtquelle Art: Kalktuff                                                                   | kein Aufschluss                | bedeutend          | kein Schutzgebiet                                      |                                 |
| Dolinen am Wackersberg E von Höfen                            |                | 173R044   | Wackersberg Position          | Isar-Loisach-Jungmoränenregion | Subrosionsgebiet mit vielen, bis mehrere m großen Dolinen. Im Untergrund rißzeitlicher Schotter und Schotternagelfluh. | 20000 200 × 100          | Typ: Dolinenfeld Art: Konglomerat, Schotter                                                                       | Doline/Erdfall                 | wertvoll           | kein Schutzgebiet                                      |                                 |
| Gletscherschliff auf Hauptdolomit NNW des Sylvensteindamms    |                | 173R046   | Lenggries Position            | Isar-Loisach-Gebirgsregion     | An dem für den öffentlichen Verkehr gesperrten Almweg ins Schronbachtal findet sich etwa 180 m vom Abzweig von der B13 auf einer Felswand aus Hauptdolomit ein Gletscherschliff. Zu sehen sind Striemen und Abrisskanten, die die Richtung der Eisbewegung des Isartal-Gletschers anzeigen. Der würmzeitliche Gletscherhöchststand wird für diesen Bereich mit um die 1.400 m angenommen. Nur wenige Felsmassive ragten damals aus den Eismassen heraus. Bei einer weiteren Begehung Monate später schien der Gletscherschliff verschwunden. Das war er aber nicht: Um ihn gut zu erkennen, braucht es die steilstehende Mittagssonne. | 20 5 × 4                 | Typ: Gletscherschliff Art: Dolomitstein                                                                           | Hanganriss/Felswand            | bedeutend          | Landschaftsschutzgebiet                                |                                 |
| Renaturierte Kiesgrube N von Puppling                         |                | 173A012   | Egling Position               | Isar-Loisach-Jungmoränenregion | In dem ehemaligen Kiesgrubengelände nördlich von Puppling kann beobachtet werden, wie vollständig ein früherer Abbau wieder in der Landschaft aufgeht. Das Gelände wurde nach der Einstellung des Kiesabbaus weitgehend sich selbst überlassen. Im Digitalen Geländemodell (Abb. 4) zeichnen sich aber die alten Abbauflächen noch deutlich ab. | 60000 500 × 120          | Typ: Gesteinsart, Steinbruch/Grube Art: Kies                                                                      | Kiesgrube/Sandgrube            | wertvoll           | Landschaftsschutzgebiet, FFH-Gebiet                    |                                 |
| Kiesgrube NE von Mooseurach                                   |                | 173A017   | Königsdorf Position           | Isar-Loisach-Jungmoränenregion | Am Nordhang des großen, einzelstehenden Drumlins von Mooseurach waren einmal hochwürmzeitliche Vorstoßschotter (geschichtet mit Sandlinsen) über rißzeitlichen Schmelzwasserschottern aufgeschlossen. Heute ist nur noch an der Südseite des früheren Abbaus die darüberliegende Grundmoräne aufgeschlossen. Daraus stammten große gekritzte Geschiebe (Abb. 4). | 40 8 × 5                 | Typ: Schichtfolge, Gesteinsart Art: Moräne, Schotter                                                              | Kiesgrube/Sandgrube            | bedeutend          | kein Schutzgebiet                                      |                                 |
| Sandgrube W von Quarzbichl                                    |                | 173A020   | Eurasburg Position            | Isar-Loisach-Jungmoränenregion | In einer Sandgrube westlich von Quarzbichl ist der Obere Nonnenwald-Sand mit Lagen von Kohleschmitzen und Feinkies aufgeschlossen. Der helle, oberflächennah zu Sand verwitterte Quarzsandstein wurde früher als Oberer Glassand bezeichnet. Er tritt hier im Kern der nördlichsten Mulde der Faltenmolasse (Nonnenwald-Mulde) zutage. Der Aufschluss liegt am Dachsbichl und Stuchlik schreibt 1906, dass die Glassande anhand der fast ausschließlich in diesen gleichförmig feinkörnigen Sanden angelegten Fuchs- und Dachsbaue aufgefunden werden könnten und dass somit glückliche Recherchen nach Reinekes Raubhöhlen sogar der Lösung schwieriger, montangeologischer Probleme zu Hilfe kommen können. Die Sandgruben bei Quarzbichl – die alten Gruben lagen 300 m ESE am heutigen Waldrand – sollen früher alle südbayerischen Glashütten – in der Nähe: Nantesbuch, Benediktbeuern und Grafenaschau – mit Quarzsand versorgt haben. In der bayerischen Uraufnahme von 1810 (Abb. 4) steht neben den Sandgruben Herr v. Utzschneider geschrieben – der Besitzer der Benediktbeurer Glashütte. | 3000 100 × 30            | Typ: Gesteinsart, Schichtfolge, Pflanzliche Fossilien Art: Sand, Kies, Braunkohle                                 | Kiesgrube/Sandgrube            | wertvoll           | kein Schutzgebiet                                      |                                 |
| Alpiner Buntsandstein im Sonnersbachtal E von Lenggries       |                | 173A028   | Gaißach Position              | Mangfallgebirge                | Alpiner Buntsandstein ist im bayerischen Alpenraum selten aufgeschlossen. Im hintersten Sonnersbachtal stehen an einer Wegböschung und in einem Graben daneben splittrig-harte rote Sandsteine, glimmerführend, gebankt, mit Tonstein-Zwischenlagen an. Auf den Schichtflächen sind Rippelmarken und Spuren zu sehen. An den Alpinen Buntsandstein schließen braune, zellige Dolomite und einige Meter dolomitische Kalksteine der Reichenhall-Formation an, dann die Kalke der Virgloria-Formation (Unterer Alpiner Muschelkalk). Hier im Sonnersbachtal liegen die einzigen Stellen in Bayern, wo Reichenhall-Formation im stratigraphischen Verbund zwischen Alpinem Buntsandstein und Alpinem Muschelkalk aufgeschlossen und damit eindeutig zuzuordnen ist. Der zweite Aufschluss liegt etwa 260 m ENE von hier und kann erreicht werden, indem man 200 m auf dem Weg zurückgeht und den Forstweg bergauf nach Osten nimmt. Nach der Kurve oberhalb der Wiese tauchen im Straßenschotter rote Sandsteine auf. Hier hangauf einen bewaldeten Schuttfächer hoch und in der anschließenden Rinne steht Alpiner Buntsandstein an und Lesesteine von Zellendolomit der Reichenhall-Formation finden sich. | 400 20 × 20              | Typ: Schichtfolge, Gesteinsart Art: Kalkstein, Rauhwacke, Sandstein                                               | Hanganriss/Felswand            | wertvoll           | kein Schutzgebiet                                      |                                 |
| Till, Beckenschluffe und Schotter am Rißbach S von Vorderriß  |                | 173A030   | Lenggries Position            | Isar-Loisach-Gebirgsregion     | An den Talrändern beiderseits des Rißbachs finden sich nördlich von der Oswaldhütte Till mit eingestreuten Geschieben, schluffige Staubeckensedimente und mächtige spätwürm- bis nacheiszeitliche Schotter, Kiese und Sande. Hier im unteren Rißbachtal traf das Lokaleis des Rißbachgletschers auf das Ferneis des Isargletschers. Die Schluffe wurden abgelagert, als Gletschereis im Isartal den Abfluss aus dem Rißbachtal verhinderte und ein See aufgestaut wurde. In den See geschüttete Deltaschotter verzahnen sich mit den Feinsedimenten. Im Wechsel von Eisvorstoß und -rückzug können sich mehrfach Seen gebildet haben. In die mächtigen Schotter, die mit dem Eisrückzug abgelagert wurden, tiefte sich der Rißbach später wieder ein, schüttete aber auch neue Terrassen auf. | 60000 600 × 100          | Typ: Gesteinsart, Schichtfolge Art: Schotter, Ton                                                                 | Prallhang/Flussbett/Bachprofil | wertvoll           | Naturschutzgebiet, FFH-Gebiet, Vogelschutzgebiet       |                                 |
| Nagelfluhschwelle Isarburg an der Isar NW von Lenggries       |                | 173A031   | Lenggries Position            | Isar-Loisach-Gebirgsregion     | Für Kanuten und Rafter ist die Isarburg die schwierigste Stelle auf der Isar – WW III. Ein Riegel aus Nagelfluh quert hier die Isar und schafft einen Katarakt. Die Nagelfluh wird als mindelzeitlich eingestuft. Sie wird unterlagert von günzzeitlichen schluffigen Beckenablagerungen. Nicht alles an der Felsschwelle ist echt: Das Wasserwirtschaftsamt hat bei Ausbesserungsarbeiten die Nagelfluh nachgeahmt (Abb. 4). | 3250 65 × 50             | Typ: Gesteinsart, Wasserfall Art: Konglomerat, Schluff                                                            | Prallhang/Flussbett/Bachprofil | bedeutend          | Landschaftsschutzgebiet, FFH-Gebiet                    |                                 |
| Überschiebung unterhalb des Franz-Marc-Museums in Kochel      |                | 173A032   | Kochel a.See Position         | Isar-Loisach-Jungmoränenregion | Südlich des Parkplatzes unterhalb des Franz-Marc-Museums ist an einer Felswand verfältelter Kieselkalk der Ruhpolding-Formation (Oberjura) aufgeschlossen. Auf den Kieselkalk ist – links – Hauptdolomit (Trias) aufgeschoben. Das Gelände ist eingezäunt. Die geologischen Verhältnisse sind aber vom Gehsteig aus gut einsehbar. | 70 14 × 5                | Typ: Störung Art: Kieselkalkstein, Dolomitstein                                                                   | Hanganriss/Felswand            | bedeutend          | kein Schutzgebiet                                      |                                 |
| Kalktuff am Riedbach W von Sachsenhausen                      |                | 173A033   | Egling Position               | Isar-Loisach-Jungmoränenregion | Das Wasser des Riedbachs westlich von Sachsenhausen ist stark kalkabscheidend. Neben moosigen Tuffterrassen weist der Bachlauf stellenweise ein nahezu versteinertes Bachbett auf. Köcherfliegenlarven finden sich reichlich. Bei wurmartigen Röhren am Bachgrund handelt es sich um Wohnröhren von Zuckmückenlarven. Sie sind von kalkabscheidenden Grünalgen inkrustiert und können Tufflagen aufbauen. Der Bach ist in mehrere Meter mächtige lockere Kalktuffe, die auch schwarze organische Lagen enthalten, eingetieft. Das in den Erläuterungen zur geologischen Karte detailliert beschriebene Profil in diesen Ablagerungen von über 8 m Mächtigkeit dürfte das Profil am Objektpunkt (Prallhang) sein. Der in den Erläuterungen angegebene RH-Wert ist dann nicht korrekt. Stellenweise sind am Talhang auch harte Kalksinter mit Hohlformen von Schilf und mit tropfsteinähnlichen Formen zu finden. Die kalkhaltigen Wässer entstammen pleistozänen Schottern über Moräne oder auf Molasse-Untergrund. | 1500 100 × 15            | Typ: Gesteinsart Art: Kalktuff                                                                                    | Prallhang/Flussbett/Bachprofil | bedeutend          | Landschaftsschutzgebiet, FFH-Gebiet                    |                                 |
| Kalktuffe W von Achmühle                                      |                | 173A034   | Münsing Position              | Isar-Loisach-Jungmoränenregion | Westlich von Achmühle liegt am Talhang der Loisach ein buckeliges Rutschgelände, das von zahlreichen kalkabscheidenden Quellbächen durchzogen ist. In den Bachläufen sind Kalktuffe als Überkrustungen von Moosen, Ästchen und Kieseln und als Tuffterrassen ausgebildet. Bachanschnitte zeigen, dass auch der Untergrund aus lockerem Kalktuff oder zusammengeschwemmten Kalktuffsand besteht. Das Grundwasser dürfte aus – etwas weiter südlich kartierten – rißzeitlichen Schmelzwasserschottern über Konglomeraten der Oberen Süßwassermolasse (OSM) stammen und auf stauenden Mergeln der OSM austreten. Die Überdeckung aus würmzeitlicher Moräne ist stark durchnässt und hat sich dadurch hangab bewegt. Die unruhigen Geländeformen dürften aber zum Teil auch auf Abgrabungen von Kalktuff zurückzuführen sein. | 120000 400 × 300         | Typ: Gesteinsart, Sinterbildung Art: Kalktuff                                                                     | Prallhang/Flussbett/Bachprofil | bedeutend          | kein Schutzgebiet                                      |                                 |
| Prallhang der Isar N von Geretsried-Gartenberg                |                | 173A037   | Pupplinger Au Position        | Isar-Loisach-Jungmoränenregion | Nördlich von Geretsried-Gartenberg kann von den Kiesbänken an der Isar aus über den Fluss hinweg der nordseitige Prallhang betrachtet werden. Über Till der würmeiszeitlichen Grundmoräne liegen postglaziale Flussschotter. Nach Osten zu liegen die Schotter auf gelbbraunen Schluffen mit Geschiebeinhalt (Abb. 3), vermutlich aufgearbeiteten Mergeln der Oberen Süßwassermolasse. 250 m westlich tritt am westseitigen Isarprallhang Grundwasser aus den Schottern auf stauendem Till aus (Abb. 4) und führt zu kleinen Rutschungen. | 560 280 × 2              | Typ: Schichtfolge, Prallhang Art: Schotter, Moräne, Mergel                                                        | Prallhang/Flussbett/Bachprofil | wertvoll           | Naturschutzgebiet, FFH-Gebiet                          |                                 |
| Aufschlüsse und Rutschungen am Schindergraben NW von Deining  |                | 173A038   | Egling Position               | Isar-Loisach-Jungmoränenregion | Der Schindergraben ist in seinem Oberlauf meist Trockental. Mindelzeitliche Nagelfluhen stehen an den Hängen an und bilden im Bachbett Stufen. Dort, wo der Graben wieder wasserführend ist, treten die stauenden Mergel der Oberen Süßwassermolasse zutage. Unmittelbar darüber sind die pleistozänen Schotter übrigens nicht zu Nagelfluh verhärtet. Beiderseits des Austritts des Schindergrabens in das Isartal am Naturfreundehaus liegt ein breitflächiges Rutschgelände mit Nackentälchen und Schollen von Nagelfluh vor. Auf den oberflächlich durchnässten, weichen Molassemergeln sind die Nagelfluhen abgerutscht. Eine Galerie von Quellaustritten zieht sich den Fuß der Rutschung entlang. | 150000 500 × 300         | Typ: Schichtfolge, Rutschung Art: Konglomerat, Mergel                                                             | Prallhang/Flussbett/Bachprofil | bedeutend          | FFH-Gebiet                                             |                                 |
| Typlokalität der Tratenbach-Schichten ENE von Lenggries       |                | 173A039   | Lenggries Position            | Mangfallgebirge                | Am Tratenbach östlich von Lenggries liegt die Typlokalität der Tratenbach-Schichten. Die Tratenbach-Schichten sind eine turbiditische Sedimentfolge aus Sandsteinen, Mergeln und Konglomeraten mit sandiger Matrix. Der Hauptteil der Gerölle ist vulkanischen Ursprungs (Porphyr). Zwischen 960 und 980 m sind am Tratenbach die Unteren Tratenbach-Schichten mit Konglomeraten gut aufgeschlossen. Die Tratenbach-Schichten schließen an die Losenstein-Formation an und haben ein Alter von Obercenoman bis mindestens Paläozän. Die Schichten wurden als synorogene Sedimente während der alpidischen Gebirgsbildung auf der späteren Kalkalpinen Randschuppe und der Allgäu-Decke abgelagert. Gleichzeitig mit den Tratenbach-Schichten wurde – südlich anschließend – vor der heranrückenden Lechtald-Deckenstirn die Branderfleck-Formation abgelagert. Während die Branderfleck-Formation kalkalpine Komponenten der Lechtal-Decke enthält, enthalten die Tratenbach-Schichten Vulkanite als exotische Gerölle. Das Liefergebiet der Tratenbach-Schichten wird in einem nördlich anschließenden Rücken – auch als Akkretionskeil interpretiert – gesehen (Abb. 4 aus Willscher 2004).             | 1500 100 × 15            | Typ: Typlokalität Art: Konglomerat                                                                                | Prallhang/Flussbett/Bachprofil | besonders wertvoll | kein Schutzgebiet                                      |                                 |
| Seekreide am Staffelgraben W vom Sylvensteinsee               |                | 173A040   | Jachenau Position             | Isar-Loisach-Gebirgsregion     | Am unteren Staffelgraben wurde früher Seekreide gewonnen. Die Flurbezeichnung Alter Kreidebruch deutet noch darauf hin. Abbauspuren sind längst überrutscht. Ein über 50 m Höhe durch Rutschung und Abspülung freigelegtes Profil zeigt eindrucksvoll Schotter und Sande über Beckenschluffen (Seekreide). Der Beckenschluff wird ins frühe Würm gestellt und dürfte abgelagert worden sein, als die Schotter des vorrückenden Ferneises im Isartal das Seitental absperrten und sich ein Stausee ausbildete. 110 m weiter sind an einem Prallhang noch einmal die Beckenschluffe mit eingestreuten Gerölllagen aufgeschlossen. | 3200 160 × 20            | Typ: Gesteinsart, Prallhang Art: Kies, Seekreide                                                                  | Prallhang/Flussbett/Bachprofil | wertvoll           | Landschaftsschutzgebiet                                |                                 |
| Kalktuff beim Isarblick WSW von Haarschwaige                  |                | 173A042   | Dietramszell Position         | Isar-Loisach-Jungmoränenregion | Im Bachlauf oberhalb der Straße Puppling – Ascholding sind auf Mergeln und Feinsanden der Oberen Süßwassermolasse Kalktuffe abgelagert. Polsterartige Tuffe (Abb. 4) sind von Cyanophyceen abgeschieden. Bei dem schwarzen Belag dürfte es sich um Eisen-Mangan-Hydroxide handeln. Daneben gibt es noch Tuffe, die aus feinen Röhren bestehen und die von Zuckmückenlarven aufgebaut werden. | 300 50 × 6               | Typ: Gesteinsart, Schichtfolge Art: Kalktuff, Sand                                                                | Prallhang/Flussbett/Bachprofil | bedeutend          | Landschaftsschutzgebiet                                |                                 |
| Findling N von Langau                                         |                | 173R008   | Bad Heilbrunn Position        | Isar-Loisach-Jungmoränenregion | Nördlich von Langau liegt auf würmzeitlicher Moräne ein Findling aus Granit. Der Findling ist Naturdenkmal. | 2 2 × 1                  | Typ: Findling Art: Granit                                                                                         | Block                          | interessant        | kein Schutzgebiet                                      |                                 |
| Findling NE von Pfisterberg                                   |                | 173R011   | Kochel a.See Position         | Isar-Loisach-Gebirgsregion     | Am Hang eines Tälchens unterhalb des Wegs von Pfisterberg nach Benediktbeuern liegt ein recht großer bemooster Finding. Der Findling besteht aus einem deutlich lagigen Gneis. | 6 3 × 2                  | Typ: Findling Art: Gneis                                                                                          | Block                          | interessant        | Naturdenkmal                                           |                                 |
| Findling S von Hinter-Rothenrain                              |                | 173R015   | Wackersberg Position          | Isar-Loisach-Jungmoränenregion | Am Rande eines Drumlins südlich von Hinter-Rothenhain liegt ein Block aus schön gefälteltem Gneis. Der Block schaut nur wenig aus seiner Umgebung heraus und ist überwachsen. Entweder ist er unter Bodenbedeckung zusammenhängend größer als sichtbar oder er besteht aus mehreren Teilen. Zwei Bohrlöcher könnten von einem Versuch stammen, den Block zu zerlegen. Der Findling ist Naturdenkmal. | 4 2 × 2                  | Typ: Findling Art: Gneis                                                                                          | Block                          | interessant        | FFH-Gebiet                                             |                                 |
| Mergel der Oberen Süßwassermolasse ESE von Geretsried         |                | 173R020   | Wolfratshauser Forst Position | Isar-Loisach-Jungmoränenregion | An einer alten Terrassenkante der Isar – heute liegt unterhalb ein trockengefallener Altarm – hat ein Wasseraustritt zu einer kleinen Rutschung geführt und die stauenden Mergel der Oberen Süßwassermolasse – die sogenannten Flinzmergel – freigelegt. Die Mergel enthalten Kalkkonkretionen. Grundwasserleiter ist eine dünne Decke von postglazialen Flussschottern auf dem Tertiär. | 10 5 × 2                 | Typ: Prallhang, Gesteinsart Art: Kies, Mergel                                                                     | Hanganriss/Felswand            | bedeutend          | Naturschutzgebiet, FFH-Gebiet                          |                                 |
| Höllgrube an der SE-Seite der Benediktenwand                  |                | 173R025   | Jachenau Position             | Isar-Loisach-Gebirgsregion     | An der Südostseite der Benediktenwand liegt – dreiseitig von Wettersteinkalk umgeben – eine abflusslose Senke von bemerkenswerter Tiefe, die Höllgrube. Gegenüber ihrer südseitigen Begrenzung weist sie eine Tiefe von 57 m auf. Am Ostrand der Höllgrube steht Partnach-Formation im Kern des Höllgrube-Sattels an. Wie die Entstehung der Höllgrube ablief, kann nur vermutet werden. Am Ostrand der Höllgrube und weiter östlich um die Scharnitzalm liegen viele kleine Dolinen in der Partnach-Formation und im Alpinen Muschelkalk, die aber eine derart tiefe Hohlform nicht erklären können. Vermutet wird, dass hier eine alte Karsthohlform durch Lokalgletscher umgestaltet wurde. Die Höllgrube wird deshalb als Kardoline bezeichnet. Der Kesselboden weist eine seltene Schneeboden-Vegetation auf. Im Mai/Juni bildet sich kurzzeitig ein Schmelzwassersee. Das Ergebnis einer Tracereingabe in den See lässt ein kompliziertes Abflusssystem in Karst-/Kluftgrundwasserleitern zu den Quellen SW der Bichler Alm annehmen. | 60000 300 × 200          | Typ: Doline, Kar Art: Kalkstein, Mergel                                                                           | kein Aufschluss                | wertvoll           | Naturdenkmal                                           |                                 |
| Findlinge beim Hahnbauer W von Bad Tölz                       |                | 173R029   | Wackersberg Position          | Isar-Loisach-Jungmoränenregion | Auf einer Anhöhe WSW vom Hof Hahnbauer liegt – eingebettet in Würm-Moräne – ein kantiger Gneisfindling. In der näheren Umgebung sind noch weitere Findlingsblöcke aus Kristallin-, aber auch aus Flyschgestein zu finden. 3 Erratische Gneisblöcke südlich vom Hahnbauer auf Fl.Nr.: 599, Gde. Wackersberg sind Naturdenkmal. | 2 2 × 1                  | Typ: Findling Art: Gneis                                                                                          | Block                          | interessant        | Naturdenkmal                                           |                                 |
| Findling 250 m NNE der Blombergbahn                           |                | 173R030   | Wackersberg Position          | Isar-Loisach-Jungmoränenregion | Ein geborstener Findling aus Enzenauer Marmor liegt – von Weidegelände und Stacheldraht umgeben und zugewachsen – 250 m nordnordöstlich von der Blombergbahn-Talstation. 1.200 m südlich vom Findling ist in der schmalen Zone des Helvetikums Enzenauer Marmor der Kressenberg-Formation kartiert. Von dort her muss der Block vom Gletscher transportiert worden sein. Der Findling ist Naturdenkmal. Bitte nur mit Zustimmung der Grundstückseigentümer aufsuchen! | 30 6 × 5                 | Typ: Findling Art: Kalkstein                                                                                      | Block                          | interessant        | Naturdenkmal                                           |                                 |
| Findling in Degerndorf                                        | weitere Bilder | 173R039   | Münsing Position              | Isar-Loisach-Jungmoränenregion | Der große gerundete Findling aus Gneis mit Amphibolitbändern wurde an einer Kreuzung in Degerndorf als Denkmal aufgestellt. | 4 2 × 2                  | Typ: Findling Art: Gneis, Amphibolit                                                                              | Block                          | interessant        | kein Schutzgebiet                                      |                                 |
| Wasserfall im Hauptdolomit des Lainltals N von Jachenau       |                | 173R047   | Jachenau Position             | Isar-Loisach-Gebirgsregion     | Nordöstlich der Lainlalm fällt das Wasser des Glasbachs über Felsstufen im steil nordfallenden Hauptdolomit. Der Wasserfall ist ab Jachenau auf der Forststraße entlang der Großen Laine und ab der Lainlalm auf einem Wanderweg zu erreichen. An der Lainlalm wird eine West-Ost-streichende Schuppe von Raibl-Formation zwischen Hauptdolomit gequert. | 800 40 × 20              | Typ: Wasserfall Art: Dolomitstein                                                                                 | Prallhang/Flussbett/Bachprofil | bedeutend          | kein Schutzgebiet                                      |                                 |
| Findling SSE von Ort in der Jachenau                          |                | 173R048   | Jachenau Position             | Isar-Loisach-Gebirgsregion     | Etwa 70 m von der Jachen entfernt liegt am Rande einer Weide unter Bäumen ein Findling aus hellem metamorphen Gestein der Zentralalpen. Ob es sich um Gneis oder Glimmerschiefer handelt, kann an dem angewitterten Fels nicht entschieden werden. Gneis müsste über 20 % Feldspat, Glimmerschiefer unter 20 % enthalten. Der Findling wurde vom Isargletscher herantransportiert. Die Bergkette zwischen Jachenau und Isartal war zu Zeiten des Eishöchststandes weitgehend unter Eis verschwunden. Nur die höchsten Gipfel dürften herausgeragt haben. | 6 3 × 2                  | Typ: Findling Art: Glimmerschiefer                                                                                | Block                          | bedeutend          | FFH-Gebiet                                             |                                 |
| Prallhang der Isar W von Bairawies                            |                | 173R049   | Dietramszell Position         | Isar-Loisach-Jungmoränenregion | An der Isar westlich von Bairawies kann beobachtet werden, wie sich ein Prallhang in Wiesengelände hinein verlegt und Wirtschaftsflächen verloren gehen. Die Isar soll in diesem Bereich ihre natürliche Flussdynamik (zurück)erhalten. Deshalb waren alte Verbauungen zum Schutz des Ufers schon vor langer Zeit aus dem Fluss entfernt worden. In der Folge werden – insbesondere bei Hochwasser – die am Ufer anstehenden würmzeitlichen Beckenschluffe erodiert und die darüberlagernden Schmelzwasserschotter rollen oder stürzen in den Fluss. Diese Ausgleichsbewegungen bis zu einem zwischenzeitlich stabilen Böschungswinkel setzen sich über den gesamten, etwa 11 m hohen Hang nach oben fort, bis schließlich auch Grassoden der Wiese oberhalb abreißen. Sie finden sich über den gesamten Hang in ihrer Abwärtsbewegung verstreut. Der Flussdynamik der Isar hier freien Lauf zu lassen ist aus Naturschutzgründen gewünscht. Der Staat hat daher einen Streifen der an den Fluss grenzenden Wiese erworben, die nicht mehr – oder bald nicht mehr – bewirtschaftet werden kann. Vorsicht! Ausreichend Abstand zu der instabilen Hangkante halten!                                         | 2400 120 × 20            | Typ: Prallhang Art: Schotter, Schluff                                                                             | Prallhang/Flussbett/Bachprofil | wertvoll           | Naturschutzgebiet                                      |                                 |
| Buckelwiesen der Königsdorfer Alm S von Geretsried            |                | 173R050   | Königsdorf Position           | Isar-Loisach-Jungmoränenregion | Buckelwiesen stellen eine geomorphologische Besonderheit des Alpenraumes dar. Die Prozesse, die zu ihrer Entstehung geführt haben, können aber standort- und substratabhängig unterschiedlich sein. An der Königsdorfer Alm sind hochwürmzeitliche karbonatische Schmelzwasserschotter das Substrat, auf dem sich Buckelwiesen entwickelt haben. Dort, wo die Buckel angeschürft sind, zeigen sich Kiese. Ein differenziertes Ausgangsrelief kann dadurch entstanden sein, dass da, wo Wasser von Bäumen abtropft oder Schnee lange liegen bleibt, die Karbonatlösung verstärkt angreift. Durch Rodung wird das entstandene Relief freigelegt oder ein Relief wird erst neu geschaffen. Die Konzentration des Abflusses in den Mulden trägt dann zur weiteren Karbonatlösung und Buckelbildung bei. Die Buckelwiesen an der Königsdorfer Alm und um Wiesen stellen die nördlichsten Buckelfluren im oberbayerischen Voralpenraum dar. | 240000 1200 × 200        | Typ: Buckelwiese Art: Kies                                                                                        | sonstiger Aufschluss           | wertvoll           | Landschaftsbestandteil, FFH-Gebiet                     |                                 |
| Findling auf 1.000 m S vom Walchensee                         |                | 173R051   | Jachenau Position             | Isar-Loisach-Gebirgsregion     | Südlich vom Walchensee liegt auf etwa 1.000 m Höhe an einer Forststraße ein Findling von beträchtlicher Größe aus Gneis, vermutlich Orthogneis. Das Gebiet des jetzigen Walchensees war in der Würm-Eiszeit vom Ferneis des Isargletschers bedeckt. Der Eishöchststand lag aber noch einige 100 m höher als der Punkt, an dem der Findling abgesetzt wurde. | 24 6 × 4                 | Typ: Findling Art: Gneis                                                                                          | Block                          | bedeutend          | Landschaftsschutzgebiet                                |                                 |
| Findling WSW von Tannern                                      |                | 173R052   | Jachenau Position             | Isar-Loisach-Gebirgsregion     | Etwa 500 WSW von Tannern liegt am Rande eines Waldstücks ein großer Findlingsblock aus Glimmerschiefer oder Gneis. Das Ferneis des Isargletschers erfüllte auch die Jachenau – beim Eishöchststand bis um 1.000 m Höhe. | 24 6 × 4                 | Typ: Findling Art: Glimmerschiefer                                                                                | Block                          | bedeutend          | kein Schutzgebiet                                      |                                 |
| Eiszerfallslandschaft von Kirchsee und Kirchseefilzen         |                | 173R053   | Bad Tölz Position             | Isar-Loisach-Jungmoränenregion | Kirchsee und Kirchseefilzen sind das Relikt des Zungenbeckensees des Tölzer Lobus des Isar-Loisach-Gletschers. Es gibt Hinweise, dass hier vorher eine große Toteismasse langsam abschmolz. Gegen dieses Eis wurden von W bis SW Schotter und Kiese geschüttet. Kiesschüttungen gegen Eis werden als Kames bezeichnet. Am Objektpunkt zeichnet sich der frühere Toteisrand als Wall ab. Das unregelmäßige Relief westlich davon ist durch die Überschüttung von kleineren Toteismassen bedingt. Bei deren Abschmelzen blieben Toteislöcher zurück. Dort wo im Östen die große Toteismasse abschmolz, bildete sich ein See, der zuerst mit Schottern zugeschüttet wurde und schließlich mit Schluff- und Tonablagerungen bis auf den heutigen Kirchsee verlandete. In seinem Umfeld entstanden Moore. | 3600000 3000 × 1200      | Typ: Eiszerfallslandschaft, Kames Art: Torf, Schotter, Kies                                                       | kein Aufschluss                | bedeutend          | kein Schutzgebiet                                      |                                 |